# Del Rey Books
A Del Rey Books é uma marca da Ballantine Books, que pertence à Random House e, por sua vez, à Penguin Random House. É um selo separado estabelecido em 1977 sob a direção do autor Lester del Rey e sua esposa Judy-Lynn del Rey. É especializada em livros de ficção científica e fantasia, e anteriormente mangá sob sua (agora extinta) marca Del Rey Manga.
O primeiro novo romance publicado pela Del Rey foi The Sword of Shannara de Terry Brooks em 1977. A Del Rey também publica os romances de Star Wars sob o subselo LucasBooks (licenciado pela Lucasfilm, uma subsidiária da divisão The Walt Disney Studios da The Walt Disney Company).